# Cerkiew Opieki Najświętszej Maryi Panny w Wołowie
Cerkiew Opieki Najświętszej Maryi Panny w Wołowie – cerkiew greckokatolicka w Wołowie, w województwie dolnośląskim. Znajduje się przy ulicy Józefa Piłsudskiego.
Świątynia mieści się w dawnej kaplicy cmentarnej pw. św. Krzyża z 1678 r., przebudowanej i powiększonej na początku XX w. . 
Parafia greckokatolicka w Wołowie istnieje od 1957 roku. Należy do eparchii wrocławsko-koszalińskiej.